# Lăutari

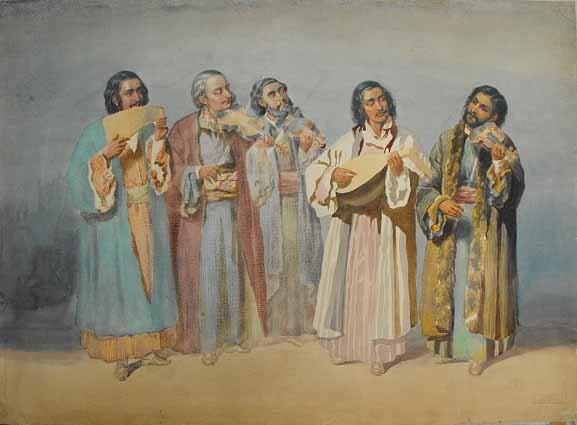
Lăutari no século XIX

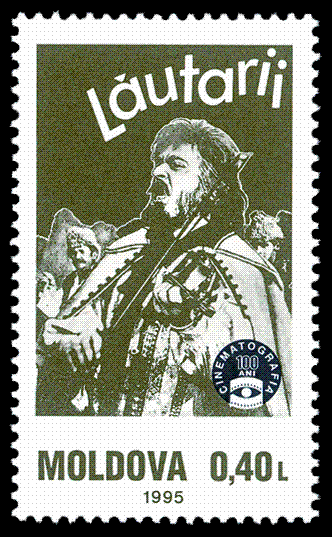
Lăutarii, um selo da Moldávia de 1995

O termo romeno lăutar (pronunciado [lə.uˈtar]; plural: lăutari) designa uma classe de músicos profissionais. Originalmente adotado no final do século XVIII por membros de um clã profissional de músicos romani (ciganos), a palavra deriva de lăută — termo romeno para "alaúde". Tradicionalmente, os lăutari atuam em conjuntos musicais conhecidos como taraf (plural: tarafuri), que formam a base da interpretação da música folclórica romena, especialmente em celebrações como casamentos e festivais.

## Terminologia
De acordo com o DEX (Dicționarul Explicativ al Limbii Române — Dicionário Explicativo da Língua Romena), o termo lăutar é formado a partir de lăută (que significa "alaúde") e do sufixo agentivo -ar, comum em nomes de profissões. Originalmente, a palavra era usada apenas para designar músicos camponeses romenos que tocavam o lăută. É importante distinguir entre o termo genérico em romeno, lăutar, e o clã romani (cigano). Outros músicos eram nomeados de acordo com seus instrumentos, como: scripcar (tocador de scripcă), cobzar (tocador de cobza) e naingiu (tocador de nai ou flauta de pã). A partir do século XVII, a palavra lăutar passou a ser usada independentemente do instrumento tocado.

## História
A primeira menção aos lăutari remonta a 1558, quando Mircea Ciobanul (príncipe nomeado pelos otomanos em janeiro de 1545), voivoda da Valáquia, presenteou o vornic Dingă da Moldávia com Ruste lăutarul (Ruste, o lăutar). Em 1775, foi fundada a primeira corporação (breaslă) lăutărească na Valáquia. Os lăutari eram tanto romenos sob servidão quanto ciganos escravizados, sendo estes últimos a maioria. Com o tempo, também houve lăutari judeus e turcos. Antes do século XIX, os músicos ciganos eram frequentemente empregados para entreter nas cortes dos príncipes e boiardos. No século XIX, muitos se estabeleceram no campo, onde passaram a atuar em casamentos, funerais e outras celebrações tradicionais romenas. Eram chamados de țigani vătrași e tinham o romeno como língua materna, embora alguns falassem húngaro. Apenas uma minoria, com ascendência kalderash ou ursari, ainda preservava o idioma romani.
Os lăutari atuavam principalmente nas regiões da Moldávia, Muntênia, Oltênia e Dobruja, na atual Romênia. Na Transilvânia, até o século XIX não havia músicos profissionais tradicionais, o que manteve a música camponesa local mais "pura". Situação semelhante ocorria no Banato. Hoje, os lăutari ciganos também predominam na Transilvânia. Como artistas, os lăutari geralmente se organizam em grupos chamados taraf, formados principalmente por homens de uma mesma família extensa. (Há mulheres lăutari, sobretudo vocalistas, mas em número bem menor.) Cada taraf é liderado por um primaș, o solista principal. Tradicionalmente, os lăutari tocavam de ouvido, mas hoje muitos têm formação musical e leem partituras.
Os lăutari se consideram a elite dos ciganos e, por isso, exigem que seus filhos se casem apenas com outros lăutari. Speranța Rădulescu, renomada pesquisadora da música lăutărească, foi uma etnomusicóloga romena frequentemente chamada de "mãe dos lăutari".

## Músicalăutărească
A música dos lăutari é chamada de muzică lăutărească. Não existe um único estilo musical entre os lăutari, pois ele varia de região para região, sendo o mais conhecido o do sul da Romênia. A música lăutărească é complexa e elaborada, com harmonias densas e ornamentações refinadas, exigindo grande técnica para sua execução.
Os lăutari se inspiraram em todos os estilos musicais com os quais tiveram contato: a música pastoral romena, a música bizantina das igrejas, assim como influências estrangeiras, como a música turca, russa ou a da Europa Ocidental. A improvisação é uma parte fundamental da música lăutărească. Cada vez que um lăutar toca uma melodia, ele a reinterpreta. Por isso, essa música já foi comparada ao jazz. Um lăutar da banda de Damian Draghici, que também tocava jazz, chegou a afirmar que a música lăutărească é uma espécie de jazz.
A música dos lăutari não apenas estrutura os elaborados casamentos camponeses romenos, mas também serve como entretenimento — incluindo não só música, mas truques de mágica, histórias, adestramento de ursos e outras atrações — durante as partes menos movimentadas do ritual. Os lăutari ainda atuam como guias dos ritos matrimoniais e mediadores de conflitos que possam surgir durante a longa festa, regada a álcool. Com duração de quase 48 horas, essa atividade pode ser extremamente desgastante.
O repertório dos lăutari inclui a hora, a sârba, o brâul (uma hora em ritmo acelerado), o doiul, melodias com ritmos de influência turca (como geamparaua, breaza, rustemul, maneaua lăutărească e cadâneasca), a doina, a de ascultare (algo como "canção para ouvir", considerada uma forma mais complexa de doina), o cântecul bătranesc, o călușul, a ardeleana, a corăgheasca e a bătuta. No sul da Romênia, a música lăutăreascã possui uma vertente rural e outra urbana.
Seguindo uma tradição que remonta pelo menos à Idade Média, a maioria dos lăutari gasta rapidamente os honorários recebidos nos casamentos em banquetes para amigos e familiares nos dias seguintes à celebração.

## Instrumentos frequentemente tocados peloslăutari
- Flauta de pã (chamado muscal e depois nai em romeno) – um dos principais instrumentos do antigo lăutari, raramente é usado hoje em dia.
- Violino – sempre popular entre os lăutari.
- Contrabaixo – embora frequentemente presente no taraf, o baixo não recebeu muita atenção dos lăutari, porque não permitia a execução "mărunt" (virtuosa).
- Cobza/lăuta – um instrumento semelhante ao alaúde, mas provavelmente sem parentesco direto. É descendente direto do oud, trazido por músicos ciganos, ou derivado da kobza ucraniana. Assim como a kobza, possui braço curto e é usado principalmente para acompanhamento rítmico, mas, como o oud, não possui trastes. Hoje, está praticamente extinto.
- Cimbalom (chamado țambal em romeno) – substituiu a cobza/lăuta, tendo mais capacidades.
- Acordeão – muito popular na música lăutarească moderna.
- Clarinete – usado especialmente na música lăutarească urbana do sul.
- Tárogató (taragot em romeno) – usado especialmente no Banato, embora hoje o saxofone tenha substituído em grande parte o tárogató.
- Metais – uma influência austríaca, usada especialmente na Moldávia.

Os lăutari raramente utilizavam os instrumentos de sopro utilizados na música camponesa, devido às suas capacidades limitadas, mas havia alguns lăutari que usavam a flauta (fluier) ou a gaita de foles (cimpoi).
Hoje, os lăutari também utilizam muitos instrumentos elétricos, eletrônicos e eletroacústicos: vários teclados (incluindo acordeões eletrônicos), guitarras e baixos elétricos e eletroacústicos, etc.

## Músicos que interpretam músicalăutărească
Alguns músicos e conjuntos conhecidos por interpretarem música lăutărească incluem tanto tarafuri tradicionais quanto grupos criados comercialmente. A maioria dos tarafuri não possui um nome específico, sendo formados em torno de um primaș (líder) ou de uma família, mas entre os conjuntos nomeados destacam-se Damian and Brothers (do renomado flautista Damian Drăghici), Fanfare Ciocărlia, Mahala Rai Banda e o aclamado Taraf de Haïdouks. Entre os músicos notáveis estão o violinista e cantor Ion Albeșteanu, o lendário cobzar Vasile Barbu (Barbu Lăutaru), o acordeonista Marcel Budală, a cantora e acordeonista Cornelia Catangă, e o virtuoso violinista Florea Cioacă. Outros nomes icônicos são Angheluș Dinicu (autor de "Ciocârlia" e avô de Grigoraș Dinicu), o flautista Damian Drăghici, o violinista Ion Drăgoi, e o mestre do címbalo Toni Iordache. A tradição também inclui figuras como Fărâmiță Lambru (acordeonista), os flautistas Damian Luca e Fănică Luca, a cantora Gabi Luncă, o acordeonista Ionică Minune, e o violinista Vasile Pandelescu. Completa essa lista o violinista Nicolae Picu, as cantoras Romica Puceanu e Dona Dumitru Siminică, o violinista Petrea Crețu Șolcanu (avô do jazzista Johnny Răducanu), o violinista Ion Petre Stoican, o acordeonista e cantor Ionel Tudorache, e os acordeonistas George Udilă e seu pai Ilie Udilă, todos parte do rico legado da música lăutărească.